# TOP-Test
Der TOP-Test (take-off-performance-test, deutsch Startleistungstest) ermittelt die Basisdaten für die Berechnung der Startleistung eines Flugzeugs. Dieser Test muss von jedem Flugzeugtyp vor der technischen Zulassung in mehreren Testläufen durchlaufen werden. Um den Test ohne Schaden am Fluggerät durchführen zu können, werden am Flugzeug Tailbumper angebracht.
Die Startleistung (engl. take-off-performance) eines Flugzeugs hängt von vielen Faktoren, wie Flughöhe, Windrichtung, Abfluggeschwindigkeit, Pisten-Belag und -Länge sowie Wetterbedingungen und Sicherheitsfaktoren ab. Die Basisdaten für Berechnung der Take-off-performance müssen für jeden Flugzeugtyp im TOP-Test erflogen werden. Die erflogenen Daten werden grafisch im Flughandbuch dargestellt. Vor jedem Start eines Flugzeugs ist vom Piloten mit Hilfe dieser Basisdaten eine Berechnung der Startleistung unter den jeweiligen Bedingungen vor Ort durchzuführen.